# Väinö Syvänne
Väinö Johannes Syvänne, född 6 maj 1892 i Helsingfors, död 17 januari 1982 i Helsingfors, var en finländsk författare och sångtextförfattare. Syvänne använde sig av pseudonymerna Tellervo Aunus, Jussi, Paavo Soirila och V. J. Soljanko.
Syvänne författade främst pjäser, men även fem sånger, vilka framförts av bland andra Olavi Virta, Kalevi Korpi, Arttu Suuntala, Kaarlo Kytö, Tapio Rautavaara och Aimo Andersson (A.Aimo). Musiken till några pjäser komponerades av Matti Jurva, George de Godzinsky och Yngve Ingman.

## Verk

### Sångförfattningar
- Kasakoitten laulu
- Kauas, kauas lähden pois
- Kuu souteli vain
- Kuutamoyön valssi
- Päijänne-valssi

### Övriga verk
- Kun kansa nousee: Runoja, 1918
- Onnen pyhäkkö, 1920
- Humussa ja sumussa: 3-näytöksinen laulunäytelmä, 1927
- Rakkauden arpajaiset: 3-näytöksinen maalaisnäytelmä, 1930
- Katkeamaton kaari: Nelinäytöksinen näytelmä, 1931
- Kuisma ja Helinä, musiikkinäytelmä, 1931
- Kun pahaa tekee niin kiikkiin joutuu, 1932
- Koskenlaskijan morsian: 3-näytöksinen kansannäytelmä lauluineen, 1933
- Rakkautta ja bensiiniä eli Eeva-emännän kesäasukas: Yksinäytöksinen iloittelu, 1934
- Simola ja Mälli-Pekka: 3-näyt. kansannäytelmä, 1935
- Intiaanit ja kullanetsijät, lasten- ja nuorten näytelmä, 1939
- Lemmen liekki leimahtaa: 3-näytöksinen iloittelu, 1940
- Kuka meistä on varas: Yksinäytöksinen jännitysnäytelmä, 1945
- Kuka varasti setelit? Salapoliisikertomus, 1945
- Rakastavaisten kommelluksia: Kolminäytöksinen farssi, 1949
- Kohtalokkaita tunteita: Kolmenäytöksinen näytelmä, 1956
- Savikääreitä ja lemmenkipuja, 1970
- Naiset kaikki kosimaan, musiikkinäytelmä, 1977